# سترلنا
سترلنا (به چکی: Střelná) یک منطقهٔ مسکونی در جمهوری چک است که در ناحیه وستین واقع شده‌است. سترلنا ۹٫۲۹ کیلومتر مربع مساحت و ۶۰۵ نفر جمعیت دارد و ۵۱۰ متر بالاتر از سطح دریا واقع شده‌است.